# 2-й саміт Європейської політичної спільноти
Другий саміт Європейської політичної спільноти — відбудеться 1 червня 2023 року в Замці Мімі, Булбоака. Очікується, що у ньому візьмуть участь 47 глав держав, урядів та інститутів Європейського Союзу.

## Цілі
Очікується, що в центрі уваги обговорень на саміті буде захист ключової інфраструктури, як-от трубопроводи, кабелі та супутники;  посилення боротьби з кібератаками, створення фонду підтримки України, розробка загальної загальноєвропейської енергетичної політики та вивчення можливості збільшення кількості університетських та студентських обмінів.
В офіційній заяві про дату саміту президент Молдови Мая Санду заявила, що обговорення включатиме «спільні зусилля для миру в контексті війни в Україні та пов’язаних з нею криз, захисту  демократії, зміцнення енергетичної безпеки та стійкості європейських держав».
Як повідомляється на офіційному сайті саміту, основна увага дискусій буде зосереджена на трьох темах: спільні зусилля для миру та безпеки; енергетична стійкість і вплив на клімат та взаємозв’язки в Європі для кращого зв’язку.

## Підготовка
21 січня 2023 було підтверджено, що Сан-Марино приєдналося до Європейської політичної спільноти та візьме участь у саміті. Підготовча нарада до саміту за участю офіційних осіб держав-учасниць відбулася 26 січня 2022 у штаб-квартирі Європейської ради у Брюсселі. 3 лютого 2023 Міністр закордонних справ Молдови Ніку Попеску оголосив, що місце проведення саміту прийнято та буде оприлюднено в установленому порядку. Попеску обговорив заходи та підготовку до саміту в рамках засідання Ради ЄС із закордонних справ 20 лютого 2023. 2 березня 2023 було оголошено, що саміт відбудеться в Замці Мімі, приватній виноробній за 35 км від Кишинева. Повідомляється, що в саміті також візьмуть участь глави урядів Андорри та Монако. 17 березня 2023 року президент Франції Емманюель Макрон розмовляв з президентом Молдови Майєю Санду і запевнив її, що перед лицем гібридної війни Росії проти її країни, Франція надасть усю необхідну підтримку яка потрібна для сприяння організації саміт. 27 квітня 2023 було запущено офіційний веб-сайт, обліковий запис у Twitter та у Facebook для саміту. 22 травня 2023 молдавські ЗМІ відзначили наявність у Вікіпедії цієї спеціальної статті, присвяченої саміту, вважаючи, що вона являє собою «визнання важливості події як на міжнародному політичному рівні, так і серед населення».

## Учасники
Очікується, що у саміті візьмуть участь глави держав або урядів держав, що входять до Європейської політичної спільноти, а також голова Європейської ради, Президент Європейської комісії та голова Європейського парламенту. На саміт було запрошено 47 глав держав та урядів. Напередодні саміту було оголошено, що президент Туреччини Реджеп Тайіп Ердоган не зможе на ньому бути присутнім.
На саміті були присутні такі глави держав та урядів:
|  | Не член ЄС |

| Країна               | Країна               | Лідер                  | Посада                                                                                |
| -------------------- | -------------------- | ---------------------- | ------------------------------------------------------------------------------------- |
| Австрія              | Австрія              | Карл Негаммер          | Федеральний канцлер                                                                   |
| Азербайджан          | Азербайджан          | Ільхам Алієв           | Президент                                                                             |
| Албанія              | Албанія              | Еді Рама               | Прем'єр-міністр                                                                       |
| Андорра              | Андорра              | Шав'є Еспот Самора     | Прем'єр-міністр                                                                       |
| Бельгія              | Бельгія              | Александер де Кроо     | Прем'єр-міністр                                                                       |
| Болгарія             | Болгарія             | Румен Радев            | Президент                                                                             |
| Боснія і Герцеговина | Боснія і Герцеговина | Желька Цвиянович       | Голова Президії                                                                       |
| Вірменія             | Вірменія             | Нікол Пашинян          | Прем'єр-міністр                                                                       |
| Велика Британія      | Велика Британія      | Ріші Сунак             | Прем'єр-міністр                                                                       |
| Греція               | Греція               | Катерина Сакелларопулу | Президент                                                                             |
| Грузія               | Грузія               | Іраклі Гарібашвілі     | Прем'єр-міністр                                                                       |
| Данія                | Данія                | Метте Фредеріксен      | Прем'єр-міністр                                                                       |
| Естонія              | Естонія              | Кая Каллас             | Прем'єр-міністр                                                                       |
| Ірландія             | Ірландія             | Лео Варадкар           | Тишех                                                                                 |
| Ісландія             | Ісландія             | Катрін Якобсдоуттір    | Прем'єр-міністр                                                                       |
| Іспанія              | Іспанія              | Педро Санчес           | Прем'єр-міністр                                                                       |
| Італія               | Італія               | Джорджа Мелоні         | Премʼєр-міністр                                                                       |
| Кіпр                 | Кіпр                 | Нікос Христодулідіс    | Президент                                                                             |
| Косово               | Косово               | Вйоса Османі           | Президент                                                                             |
| Латвія               | Латвія               | Кріш'яніс Каріньш      | Прем'єр-міністр                                                                       |
| Литва                | Литва                | Ґітанас Науседа        | Президент                                                                             |
| Ліхтенштейн          | Ліхтенштейн          | Даніель Ріш            | Прем'єр-міністр                                                                       |
| Люксембург           | Люксембург           | Ксав'є Бетель          | Прем'єр-міністр                                                                       |
| Мальта               | Мальта               | Роберт Абела           | Прем'єр-міністр                                                                       |
| Молдова              | Молдова              | Мая Санду              | Президент                                                                             |
| Монако               | Монако               | П'єр Дарту             | Державний міністр                                                                     |
| Нідерланди           | Нідерланди           | Марк Рютте             | Прем'єр-міністр                                                                       |
| Німеччина            | Німеччина            | Олаф Шольц             | Федеральний канцлер                                                                   |
| Норвегія             | Норвегія             | Йонас Гар Стьоре       | Прем'єр-міністр                                                                       |
| Північна Македонія   | Північна Македонія   | Димитар Ковачевський   | Прем'єр-міністр Північної Македонії                                                   |
| Польща               | Польща               | Матеуш Моравецький     | Прем'єр-міністр                                                                       |
| Португалія           | Португалія           | Антоніу Кошта          | Прем'єр-міністр                                                                       |
| Румунія              | Румунія              | Клаус Йоганніс         | Президент                                                                             |
| Сан-Марино           | Сан Марино           | не присутні            | не присутні                                                                           |
| Сербія               | Сербія               | Александар Вучич       | Президент                                                                             |
| Словаччина           | Словаччина           | Людовіт Одор           | Прем'єр-міністр                                                                       |
| Словенія             | Словенія             | Роберт Голоб           | Прем'єр-міністр                                                                       |
| Туреччина            | Туреччина            | не присутні            | не присутні                                                                           |
| Угорщина             | Угорщина             | Віктор Орбан           | Прем'єр-міністр                                                                       |
| Україна              | Україна              | Володимир Зеленський   | Президент                                                                             |
| Фінляндія            | Фінляндія            | Санна Марін            | Прем'єр-міністр                                                                       |
| Франція              | Франція              | Емманюель Макрон       | Президент                                                                             |
| Хорватія             | Хорватія             | Андрей Пленкович       | Прем'єр-міністр                                                                       |
| Чехія                | Чехія                | Петр Фіала             | Прем'єр-міністр                                                                       |
| Чорногорія           | Чорногорія           | Яков Мілатович         | Президент                                                                             |
| Швейцарія            | Швейцарія            | Ален Берсе             | Президент                                                                             |
| Швеція               | Швеція               | Ульф Крістерссон       | Прем'єр-міністр                                                                       |
| Європейський Союз    | Європейський Союз    | Шарль Мішель           | Президент Європейської ради                                                           |
| Європейський Союз    | Європейський Союз    | Урсула фон дер Ляєн    | Президент Європейської комісії                                                        |
| Європейський Союз    | Європейський Союз    | Роберта Мецола         | Президент Європейського парламенту                                                    |
| Європейський Союз    | Європейський Союз    | Жозеп Боррель          | Високий представник Європейського Союзу з питань закордонних справ і політики безпеки |

## Результати

### Цивільна місія ЄС у Молдові
24 квітня 2023 року держави-члени Європейського Союзу погодилися направити до Молдови цивільну місію Спільної політики безпеки та оборони, щоб допомогти країні впоратися з гібридними погрозами, з якими вона зіткнулася внаслідок російського вторгнення в Україну у 2022 році. Очікується, що місію буде офіційно запущено під час саміту.
Президент Молдови Мая Санду заявила, що проведення саміту в країні допоможе забезпечити безпеку, надіславши чіткий сигнал про те, що «У Молдови є численні та могутні друзі, які підтримують нас у нашому прагненні підтримувати мир і стабільність» і що «У важкі часи, коли Росія продовжує вести нелюдську війну проти України, дипломатична підтримка, надана цією подією, неоціненна».

### Косово-молдавські відносини
Молдова, як приймаюча країна, не визнає незалежність Косова і зазвичай відмовляє у допуску власникам косовських паспортів, що може призвести до проблем за участю делегатів з Косова на саміті. Однак напередодні саміту в парламенті Молдови було ухвалено закон, який у разі його прийняття визнає косовські паспорти дійсними проїзними документами, що дозволяють власникам подавати заявки на електронні візи для в'їзду до Молдови.